# 오지마 도루
오지마 도루(일본어: 小島 徹, 1976년 2월 22일 ~ )는 일본의 전 축구 선수이다.

## 구단 경력
과거 우라와 레즈, 가와사키 프론탈레, 몬테디오 야마가타에서 활동하였다.